# NGC 7319
 NGC 7319 is een balkspiraalstelsel in het sterrenbeeld Pegasus, en maakt deel uit van het Kwintet van Stephan. Het hemelobject werd op 23 september 1876 ontdekt door de Franse astronoom Édouard Jean-Marie Stephan.

## Synoniemen
- UGC 12102
- IRAS22337+3342
- MCG 6-49-41
- NPM1G +33.0466
- ZWG 514.64
- HCG 92C
- VV 288
- ARP 319
- PGC 69269